# International Virtual Aviation Organization

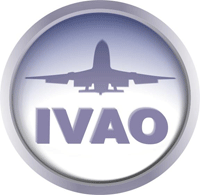
Logo van IVAO.

De International Virtual Aviation Organisation (ook wel IVAO), is een non-profitorganisatie die tot doel heeft vliegsimulatie-enthousiastelingen toegang te geven tot servers waarmee ze gezamenlijk online kunnen vliegen met actuele weersomstandigheden. Hierbij wordt de luchtverkeersleiding (ATC) verzorgd door andere hobbyisten die met hetzelfde netwerk zijn verbonden. IVAO stelt dus een online virtuele wereld ter beschikking waar je zelf als piloot of verkeersleider aan kan deelnemen. De organisatie kan als virtuele tegenhanger van de International Civil Aviation Organization worden gezien.
IVAO is formeel geregistreerd in België als vereniging zonder winstoogmerk sinds 1 december 2006. Sinds 1 september 2015 is de registratie gewijzigd in die van een reclamebureau en sinds 1 oktober 2015 is IVAO daarom BTW-plichtig.

## Hoe werkt het?
Er zijn verschillende ATC-servers en Voice-over-IP servers waar piloten en controllers mee kunnen verbinden. Deze servers staan verspreid over de wereld opgesteld.
De ATC-servers stellen de piloten en controllers in staat elkaar te zien en door middel van tekst met elkaar te communiceren. De Voice-over-IP servers worden gebruikt om met elkaar te kunnen spreken. Hierbij wordt gebruik gemaakt van Teamspeak 2. Zo wordt dus de radio aan boord van het vliegtuig gesimuleerd.
De software-producten en systemen die worden gebruikt (met uitzondering van de flight simulator software die door de piloot wordt gebruikt), worden door IVAO zelf ontwikkeld. Deze programma's zijn kosteloos beschikbaar voor gebruik op het IVAO-netwerk. Speciaal voor leden is er ook een statusbalk gemaakt.
Recent is IVAO beginnen samen werken met 3de partijen voor het maken van IVAC2 (opvolger van IVAC) en de nieuwe versie van IVAP

## Leden
IVAO heeft nu meer dan 200.000 leden (gegevens van 1 januari, 2018). 
In de meeste delen van de wereld zijn IVAO-leden te vinden. Lokale IVAO-afdelingen worden bemand door vrijwilligers die IVAO management, support, onderhoud en training verzorgen voor die regio. Lokale afdelingen leggen verantwoording af aan het IVAO-hoofdkantoor.
Lokale afdelingen bieden leden diverse diensten aan, waaronder het ter beschikking stellen van kaarten en andere navigatiehulpmiddelen. De lokale afdelingen bieden een vertaalslag van wat er in werkelijkheid in de regio gebruikelijk is en hoe dit het beste in een gesimuleerde omgeving is in te passen. Het streven is daarbij om de werkelijke procedures zo nauwkeurig mogelijk te benaderen zonder het hobby-element uit het oog te verliezen. De lokale afdelingen organiseren doorgaans ook geregeld evenementen om de regio onder de aandacht van piloten uit andere regio's te brengen.
Nederlands is de voertaal van de Nederlandse afdeling, maar omdat de communicatie in de luchtvaart in vrijwel alle gevallen -ook in Nederland en België- het Engels is, is een redelijke kennis van de Engelse taal wel noodzakelijk.
De training van zowel virtuele piloten als virtuele verkeersleiders heeft bijzondere aandacht. Trainers en examinatoren in lokale IVAO-trainingsafdeling zijn vaak gekwalificeerde piloten en controllers die het leuk vinden deze kennis aan hobbyisten over te dragen.

## Software
De IVAO-programma's worden ontwikkeld door een toegewijd team van programmeurs. Het doel van IVAO software development is om de toekomst van online simulatie op het IVAO netwerk te waarborgen. IVAO ondersteunt ook onafhankelijke ontwikkelaars die programma's voortbrengen die met het IVAO-netwerk zijn te gebruiken.
Een lijst van ondersteunde flight simulators (om mee te vliegen) op het IVAO-netwerk:
- Microsoft Flight Simulator
- X-Plane
- PS1
- Fly!
- Prepar3D (P3D)

De ATC-client IvAc (voor luchtverkeersleiding) werkt op alle recente versies van Microsoft Windows.
De Pilot-Client IvAp daarentegen werkt met Flight Simulator. De bekende versies die werken hierbij zijn:
- FS2002
- FS2004
- FSX (Normaal en Deluxe en Gold)
- X-plane 9
- X-plane 10 (vanaf 10.20 alleen de 32-bits versie)
- X-Plane 11
- P3D v2 , v3 en v4

Voor X-Plane is X-IvAp gemaakt welke samen met X-Plane gebruikers op IVAO wordt bijgehouden. Deze versie werkt zowel op OSX & Microsoft Windows.
Bij IVAO wordt gestreefd zo het realisme met betrekking tot de reguliere luchtvaart zo hoog mogelijk te houden. Daarom wordt de ICAO standaard gehanteerd waar mogelijk.